# دانا نلسون
دانا نلسون (انگلیسی: Donna Nelson؛ زاده ۱۹۵۴) یک دانشمند در زمینه شیمی اهل ایالات متحده آمریکا است.